# Zorka montenegrói hercegnő
Zorka montenegrói hercegnő (szerbül: Кнегиња Зорка Петровић Његош, Карађорђевић / Kneginja Zorka Petrović Njegoš, Karađorđević; Cetinje, 1864. december 23. – Cetinje, 1890. március 16.) a Petrović-Njegoš-házból származó montenegrói hercegnő, Karađorđević Péter szerb trónkövetelővel kötött házassága révén szerb hercegné.
I. Miklós montenegrói fejedelem leánya. Oroszországi tanulmányait követően feleségül ment Péter szerb trónkövetelőhöz; a házasságkötés feszültséget okozott Montenegró és az Obrenovićok vezette Szerbia között. Támogatta férje hatalmi törekvéseit, de nem érhette meg, hogy király legyen belőle, mert fiatalon elhunyt gyermekszülés során fellépő komplikációk következtében.

## Élete

### Származása és gyermekkora
Zorka montenegrói hercegnő 1864. december 23-án – a julián naptár szerint december 11-én – született Cetinjében, az akkori montenegrói fővárosban I. Miklós montenegrói fejedelem (1841–1921) és Milena Vukotić (1847–1923) első gyermekeként. Apja, I. Miklós a Montenegrót 1697 óta uraló Petrović-Njegoš-házból származott: a Petrović-Njegošok mintegy százötven évig nagybátyról unokaöcsre öröklődő püspök-hercegi (vladika) minőségben uralkodtak az országban, majd 1852-től szekuláris fejedelemként. I. Miklós 1860-ban került trónra; 1910-ben királyi címet vett fel. Zorka anyja, Milena Vukotić az egyik legtekintélyesebb, jelentős birtokokkal rendelkező vojvoda leányaként politikai érdekházasságot kötött I. Miklóssal; a Darinka özvegy fejedelemné mellett háttérbe szoruló fiatal asszonynak első gyermeke születése adott tekintélyt és könnyített jelentősen mellőzött helyzetén. Zorkával „megkezdődött a születések hosszú sora:” a családban tizenegy további gyermek – nyolc leány és három fiú – jött világra, akik közül két leány korán elhalálozott.
A hercegnőnek születésekor a Ljubica (Љубица) keresztnevet adták, a Zorkát keresztelésekor kapta. A montenegrói–szerb szövetség szimbolikus kifejezéseként a hercegnő keresztapjának szülei Obrenović Mihály szerb fejedelmet kérték fel; a szerb uralkodót szárnysegédje, Ljubomir Ivanović és Đorđe Milovanović pap képviselte a cetinjei keresztelőn.
Gyermekkorát tizenegy éves koráig Cetinjében töltötte. Írni-olvasni helybéli tanítók tanították, emellett oktatásában közreműködött egy Frau Neukom nevű svájci tanár, valamint a hercegnő részt vett a Đevojački carice Marije inštitut na Cetinje nevű iskola óráin is. Mivel otthon nem jutottak volna rangjukhoz méltó oktatáshoz, 1875-ben Zorka és legidősebb húga, Milica elhagyták a családi fészket, és a szentpétervári Szmolnij Intézetben, az orosz nemesi kisasszonyok számára fenntartott iskolában folytatták tanulmányaikat. A két legfiatalabb nővér, Xénia és Vera kivételével I. Miklós többi leánya is Szentpétervárott nevelkedett. A hercegnők valamennyi költségét, a ruházkodást is beleértve, a mindenkori orosz cár állta. Az intézetben a montenegrói nővérek kiváltságos bánásmódban részesültek: saját lakosztályuk és étkezőjük volt, részt vehettek az udvari bálokon, használhatták az udvari hintót és drága ruhákat vásárolhattak.
Gavro Vuković vojvoda és diplomata visszaemlékezése szerint Zorka hercegnő „okos, energikus, határozott és céltudatos” volt, aki komoly tehetséget tanúsított a zenében. Középmagas termetével és fekete szemével testvérei közül ő hasonlított a leginkább apjukra, akinek ő volt a legkedvesebb gyermeke.

### Házassága és gyermekei
A Szmolnij Intézetet elvégezvén a tizennyolc éves Zorka hercegnő visszaköltözött szülőhazájába. Gavro Vuković vojvoda memoárjában leírja, I. Miklós fejedelem milyen kétségbeeséssel tekintett leányai kiházasítására: Montenegróban a hercegnők nem találhattak rangjukhoz méltó házastársra, udvartartásuk költségei pedig nagy terhet róttak volna a szegény fejedelemség államkincstárára. Apjuk elkeseredettségében azt fontolgatta, hogy a Shkodrai-tó Vranjina szigetén kolostort építtet, és leányai ott élnének apácaként. A hét montenegrói hercegnő közül végül csak a két legifjabb, Xénia és Vera nem ment férjhez, nővéreik mind előnyös házasságot kötöttek.
Zorka hercegnő Oroszországból hazatérvén 1882-ben elutazott Franciaországba, Vichybe anyjával és testvéreivel; itt ismerkedett meg a nála húsz évvel idősebb Karađorđević Péter szerb herceggel (1844–1921), aki csakhamar megkérte a kezét. A Karađorđević-házból származó herceg Sándor szerb fejedelem ötödik gyermeke volt; mivel két bátyja gyermekként meghalt, Péter számított apja örökösének. A Karađorđevićek és az Obrenovićok között évtizedes vetélkedés folyt Szerbia trónjáért; Sándor fejedelmet 1858-ban a nemzetgyűlés megfosztotta a koronától, a család ezután külföldi száműzetésben élt. Péter herceg Genfben és Párizsban tanult, szolgált a francia hadseregben, emellett festészettel és fényképészettel is foglalkozott. A szerb függetlenségért küzdő, legendás Petrović Đorđe Karađorđe unokájaként, az 1875–77-es hercegovinai oszmánellenes felkelés résztvevőjeként Karađorđević Péter népszerű volt a szerbek és a montenegróiak között. Leánykérése nehéz helyzetbe hozta az Obrenovićokkal jó viszonyt ápolni óhajtó I. Miklóst: nem akarta megharagítani I. Obrenović Milán szerb királyt és megrontani országaik között a kapcsolatot, de aggódott leányai férjhezmenetele miatt, és nehezen mondhatott volna nemet Karađorđe közkedvelt unokájának. A Karađorđević-házasságért engesztelésül I. Milán királyt kérték fel vőfélynek (kum) Zorka és Péter esküvőjére, de a felkérés békítés helyett tovább bőszítette a szerb uralkodót; a vőfélységet III. Sándor orosz cár vállalta el. III. Sándor vőfélysége még inkább felborzolta a kedélyeket: azt, hogy az orosz cár a vőfélység elfogadásával támogatta a Karađorđević–Petrović-Njegoš-frigyet, a szerb udvar úgy értelmezte, hogy a cár ezzel szúr vissza az Obrenovićoknak az osztrákokhoz történő közeledés miatt.
A menyegzőt 1883. augusztus 11-én – a julián naptár szerint július 30-án – tartották a cetinjei kolostorban; a szertartást Visarion Ljubiša, a montenegrói ortodox egyház metropolitája celebrálta. A vőfélyek a nemzeti hősnek tartott Miljan Vuković vojvoda és az orosz cár képviseletében Orlov-Gyenyiszov gróf voltak. III. Sándor cár nászajándékul értékes drágaköveket küldött a párnak. Az esküvőt a helyi hagyományoknak megfelelően ünnepelték, többek között egy 2000 fős bankettel. A friss házasok Párizsba utaztak nászútra, majd Cetinjében telepedtek le; otthonuk a fejedelmi palotával szemközt állt. I. Miklós ajándékként Bar városától nem messze fényűző villát emeltetett a párnak; a Topolica nevet kapó épület 1885-re készült el.

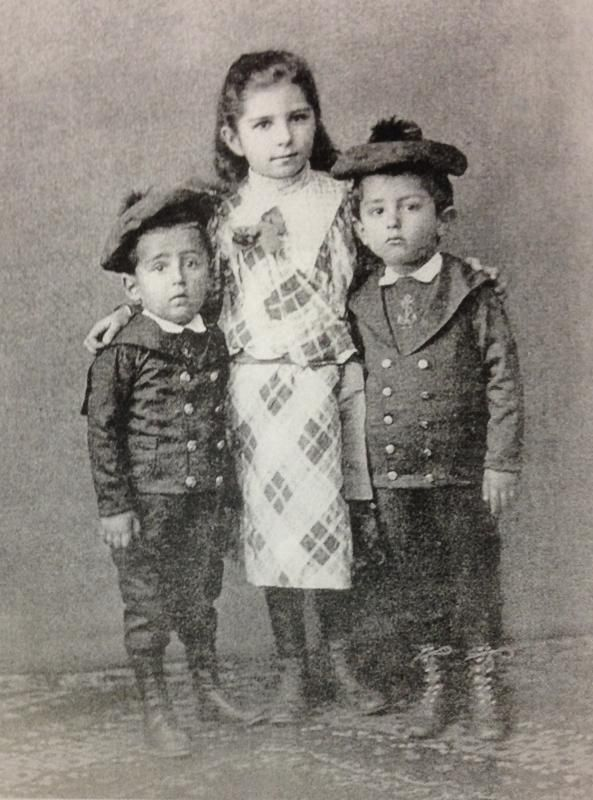
Zorka hercegnő életben maradt gyermekei: Ilona, György és Sándor

Karađorđević Péternek és Zorkának öt gyermeke született, ketten nem érték meg a felnőttkort:
- Ilona (1884. november 4. – 1962. október 16.), Ioann Konsztantyinovics orosz cári herceg felesége,
- Milena (1886. április 26. – 1887. december 22.), kisgyermekként elhalálozott,
- György (1887. szeptember 8. – 1972. október 17.), Szerbia trónörököse, inasának megölése miatt lemondott trónigényéről; felesége Radmila Radonjić montenegrói nemeskisasszony,
- Sándor (1888. december 16. – 1934. október 9.), Szerbia–Horvátország–Szlovénia, utóbb Jugoszlávia királya, felesége Mária román királyi hercegnő,
- András (1890. március 9. – 1890. március 31.), csecsemőként elhalálozott.

### Közéleti tevékenysége
Szerbia trónjának követelőjeként Péter herceg és Zorka otthona hamar a Karađorđevićeket támogató mozgalom központjává vált, a családtagokon kívül az Obrenovićokat ellenzők is köréjük gyűltek. Zorka hercegnő a mozgalom egyik legaktívabb, legbuzgóbb tagja lett; lelkesedése felülmúlta tulajdon férjéét és sógoraiét is. Péter herceg hívei egy montenegrói fegyveres ezred felállításába fogtak, hogy ennek segítségével szerezhessék meg a szerb koronát: a tervek szerint ötezer fős sereggel vonultak volna Belgrádba, nyomást gyakorolva a szerbekre, hogy keljenek fel Milán király ellen és fosszák meg trónjától. Azonban a katonák toborzását – osztrák–magyar nyomásra – I. Miklós fejedelem hamarosan megtiltotta. Az I. Miklós és veje közötti antipátiát ez a lépés nyílt ellenségeskedéssé fokozta. Amikor I. Obrenović Milán szerb király 1889-ben lemondott a trónról fia, Sándor javára, I. Miklós úgy érezte, az új uralkodóval lesz esély az elmérgesedett montenegrói–szerb kapcsolatok helyreállítására; de ennek záloga a Karađorđevićek hatalmi törekvéseinek megfékezése volt.
A hercegnő több jótékonysági intézményt és szervezetet pártfogolt. Az egyik fő mecénása volt az 1887. december 17-én átadott, a nevét viselő nikšići Knjeginja Zorka kórháznak; az ispotály építéséhez és felszereléséhez az anyagi forrásokat a hercegnő nászajándékainak értékesítéséből teremtették elő.

### Halála és emlékezete
Zorka hercegnő 1890. március 9-én világra hozta ötödik gyermekét, de szülési szövődmények léptek fel nála, illetve hashártyagyulladást is kapott. Akkor hároméves fia, György visszaemlékezése szerint az vezetett anyja halálához, hogy várandósságának kései szakaszában legurult a lépcsőn, amikor egyik utazásáról hazatérő férjét sietett üdvözölni. Bécsből szakorvosokat hívattak hozzá, ám a beteg a doktorok érkezése előtt, március 16-án elhunyt. Újszülött fia huszonkét napot ért csak meg. A hercegnőt a cetinjei kolostorban temették el, maradványait 1912-ben átszállították férje családjának akkor elkészült mauzóleumába, a szerbiai Szent György-templomba, másik nevén Oplenacba. A tiszteletére a „Kneginja Zorka” nevet kapta még életében a nikšići kórház Montenegróban, az első világháború után pedig egy szerbiai segélyszervezet. Belgrádban utcát neveztek el róla, és 1926-ban szobrot emeltek neki a belgrádi Kalemegdan parkban. A kommunisták hatalomra kerülésekor a szobrot elbontották, az utcát átkeresztelték, de utóbbi 1997-ben visszakapta Zorka nevét. Ebben az utcában található Magyarország belgrádi nagykövetsége.
A hercegnő halála után I. Miklós és Karađorđević Péter viszonya véglegesen megromlott; a herceg elhagyta Cetinjét, Európában tett hosszú utazásokat. Montenegróba ritkán tért csak vissza meglátogatni fiait, akiket nagyanyjuk, Milena fejedelemné nevelt. A hercegek később a szentpétervári Corps des Pages katonai akadémia kadétjai lettek. A házaspár elsőszülött és egyetlen életben maradt leánya, Ilona anyjához hasonlóan a Szmolnij Intézetben tanult, anyja halála után Oroszországban élő nagynénjei, Milica és Anasztaszija orosz nagyhercegnék viseltek rá gondot. Karađorđević Péter 1903-ban, I. Sándor szerb király és felesége meggyilkolása után lett Szerbia uralkodója, amikor a szerb nemzetgyűlés elismerte királynak.